# Holotrichia yunnana
Holotrichia yunnana är en skalbaggsart som beskrevs av Moser 1912. Holotrichia yunnana ingår i släktet Holotrichia och familjen Melolonthidae. Inga underarter finns listade i Catalogue of Life.